# 小さな恋のうた (映画)
『小さな恋のうた』（ちいさなこいのうた）は、2019年5月24日に公開された日本映画である。監督は橋本光二郎、主演は佐野勇斗。MONGOL800の『小さな恋のうた』を基に製作されており、映画本編にはMONGOL800のメンバーも出演する。
沖縄の小さな町に住む高校生たちがバンド活動を通じて、仲間、親友、家族、そして米軍基地に住む同世代の少女などの大切な人たちに自分たちの想いを伝える姿を描く。
なお、映画の脚本を手掛けた平田研也によるノベライズ本が、2019年3月15日に講談社から文庫本として刊行された。
また、映画に出演した佐野勇斗、森永悠希、山田杏奈、眞栄田郷敦、鈴木仁が小さな恋のうたバンド（略称：ちい恋バンド）として、2019年5月22日に「小さな恋のうた」（全4曲収録）でユニバーサルミュージックからデビューすることが、2019年4月5日に沖縄県で催されたプレミアイベントにおいて発表された。

## 登場人物
真栄城亮多
演 - 佐野勇斗
高校生バンドのボーカル担当。
池原航太郎
演 - 森永悠希
高校生バンドのドラム担当。
譜久村舞
演 - 山田杏奈
高校生バンドの紅一点で、ギター担当。
譜久村慎司
演 - 眞栄田郷敦
舞の兄。高校生バンドのギター担当。
新里大輝
演 - 鈴木仁
高校生バンドのベース担当。
リサ
演 - トミコ・クレア
米軍基地に住む少女。慎司たちと密かに交流している。
池原昌盛
演 - 金山一彦
譜久村一幸
演 - 佐藤貢三
譜久村静代
演 - 中島ひろ子
真栄城慶子
演 - 清水美沙
根間敏弘
演 - 世良公則
ライブハウスのオーナー。

## スタッフ
- 監督：橋本光二郎
- 脚本：平田研也
- 音楽・劇中曲アレンジ：宮内陽輔
- 主題歌：MONGOL800「小さな恋のうた」（TISSUE FREAK RECORDS / HIGH WAVE CO.,LTD.）
- 製作：村松秀信、間宮登良松、町田修一、加太孝明、比嘉瑩、楮本昌裕、阿南雅浩、宮崎伸夫、久保田憲二、濱田建三、玻名城泰山、野﨑真人
- エグゼクティブプロデューサー：紀伊宗之
- 共同プロデューサー：飯田雅裕
- 企画プロデューサー：山城竹識、松本隆洋
- プロデューサー：森井輝、小出真佐樹
- アソシエイトプロデューサー：小杉宝
- 撮影：高木風太
- 照明：秋山恵二郎
- 録音：小松崎永行
- 美術：三浦真澄
- 装飾：小山大次郎
- VFXプロデューサー：赤羽智史
- 衣裳：小里幸子
- ヘアメイク：佐野真知子
- 編集：西尾光男
- 音響効果：勝亦さくら
- 選曲：近藤隆史
- スクリプター：増田千尋
- キャスティング：緒方慶子
- 助監督：吉村昌晃
- 制作担当：伊波あゆみ
- 制作担当応援：櫻井紘史
- アシスタントプロデューサー：木戸大地
- 企画・制作プロダクション：ROBOT
- 幹事・配給：東映
- 製作：「小さな恋のうた」製作委員会（東映、東映ビデオ、電通ミュージック・アンド・エンタテインメント、ROBOT、ハイ・ウェーブ、ユニバーサル ミュージック、NexTone、朝日新聞社、沖縄テレビ放送、琉球放送、琉球新報、沖縄ファミリーマート、45ど）

## 書誌情報

### 小説
- 平田研也『小さな恋のうた』、講談社文庫、2019年3月15日発売、ISBN 978-4-06-514981-2[4]

## 関連商品

### CDシングル
- 小さな恋のうたバンド（略称：ちい恋バンド）『小さな恋のうた』（ユニバーサル ミュージック）、2019年5月22日発売、TYCT-30090[5]
  1. 小さな恋のうた（作詞・作曲：上江洌清作　編曲：MONGOL800）
  2. あなたに（作詞・作曲：上江洌清作　編曲：MONGOL800）
  3. DON'T WORRY BE HAPPY（作詞・作曲：上江洌清作　編曲：MONGOL800）
  4. SAYONARA DOLL（作詞・作曲：キヨサク）

  - ※ Produced by 宮内陽輔　Co-Arranged by 上江洌清作（MONGOL800）